# 千葉県道89号鴨川富山線
千葉県道89号鴨川富山線（ちばけんどう89ごう かもがわとみやません）は、千葉県鴨川市と南房総市を結ぶ県道（主要地方道）。
房総半島を横断して太平洋側と東京湾側をつなぐ主要道路のひとつ。山間部を縦貫する道路のため曽呂地区や平群地区の道幅が狭隘で危険な箇所がある。嶺岡山系の南部を長狭街道に並行して走る。

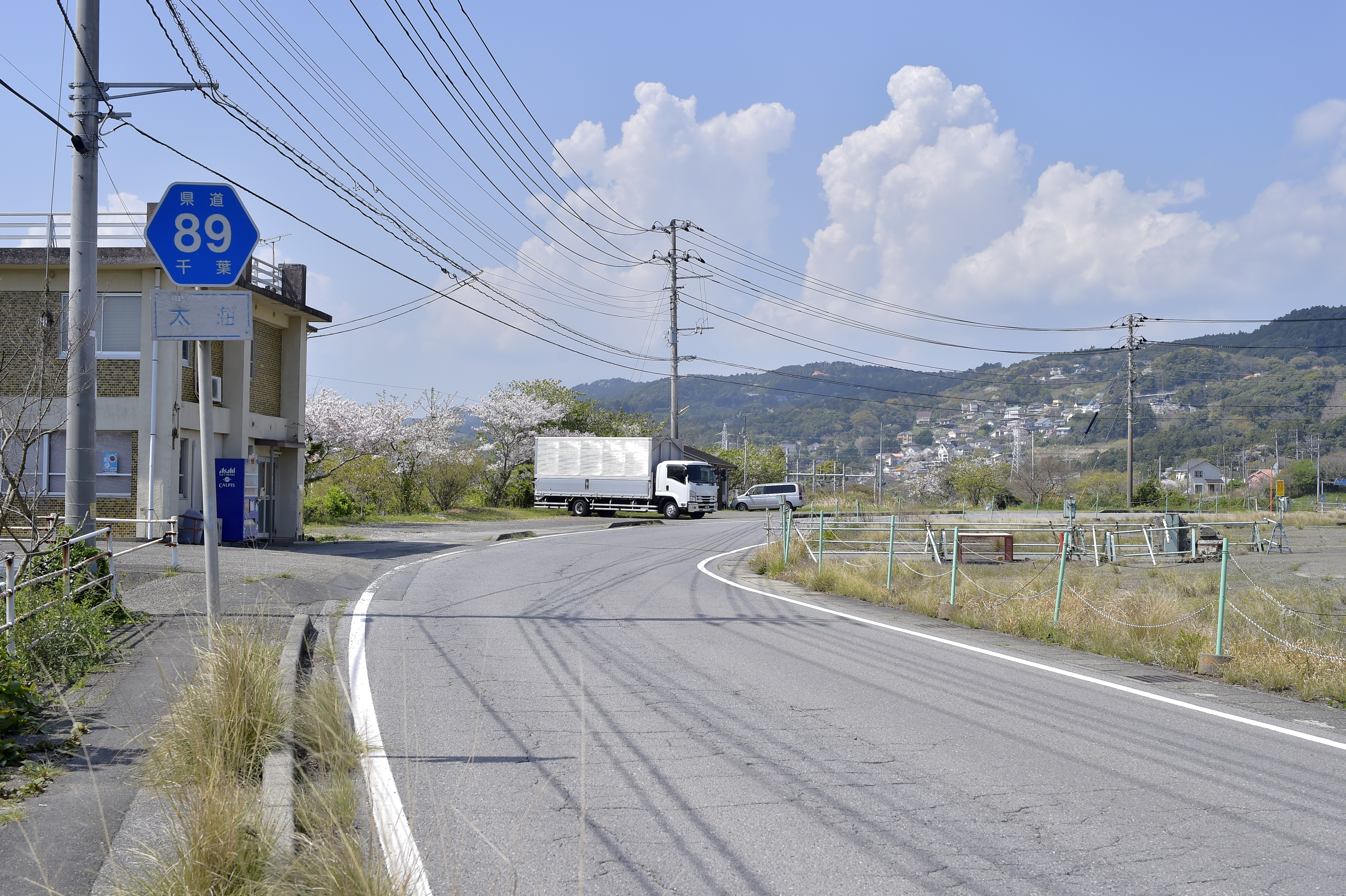
千葉県道89号鴨川富山線
鴨川市太海（2023年4月）

## 路線データ
- 起点：鴨川市太海 太海交差点（千葉県道247号浜波太港線交点）
- 終点：南房総市二部 二部交差点（国道127号交点）
- 総延長：27.906 km（安房土木事務所管内：27.906 km[1]）
- 重用延長：2.047 km（安房土木事務所管内：2.047 km[1]）
- 実延長：25.859 km（安房土木事務所管内：25.859 km[1]）
- 認定年月日：1982年（昭和57年）11月1日

## 重複区間
- 信号無交差点（大井・細田バス停付近） - 信号無交差点（大井・大井橋バス停付近）（国道410号）
- 信号無交差点（平久里中） - 平久里中交差点（千葉県道88号富津館山線）

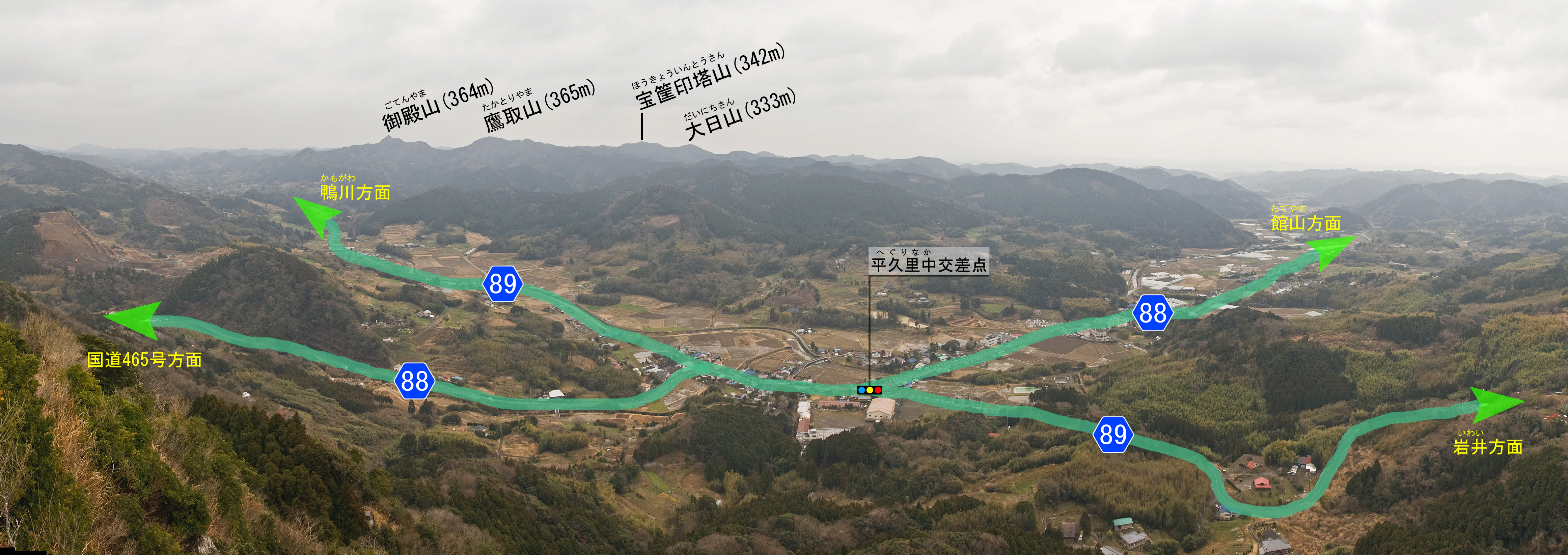
県道89号線と県道88号線の重複区間 （伊予ヶ岳山頂より撮影 2010年2月）

## 地理

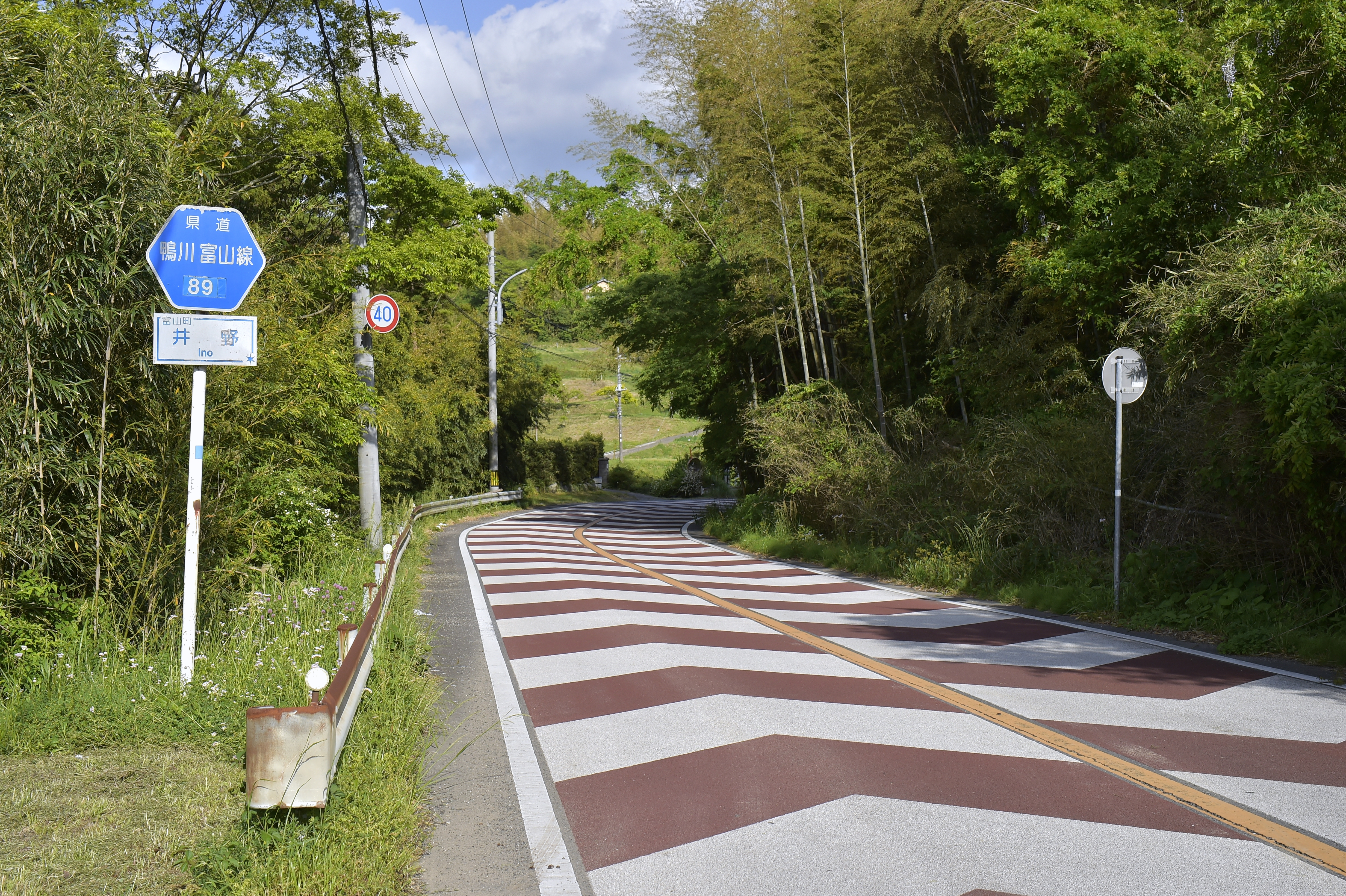
南房総市富山町井野（2023年4月）

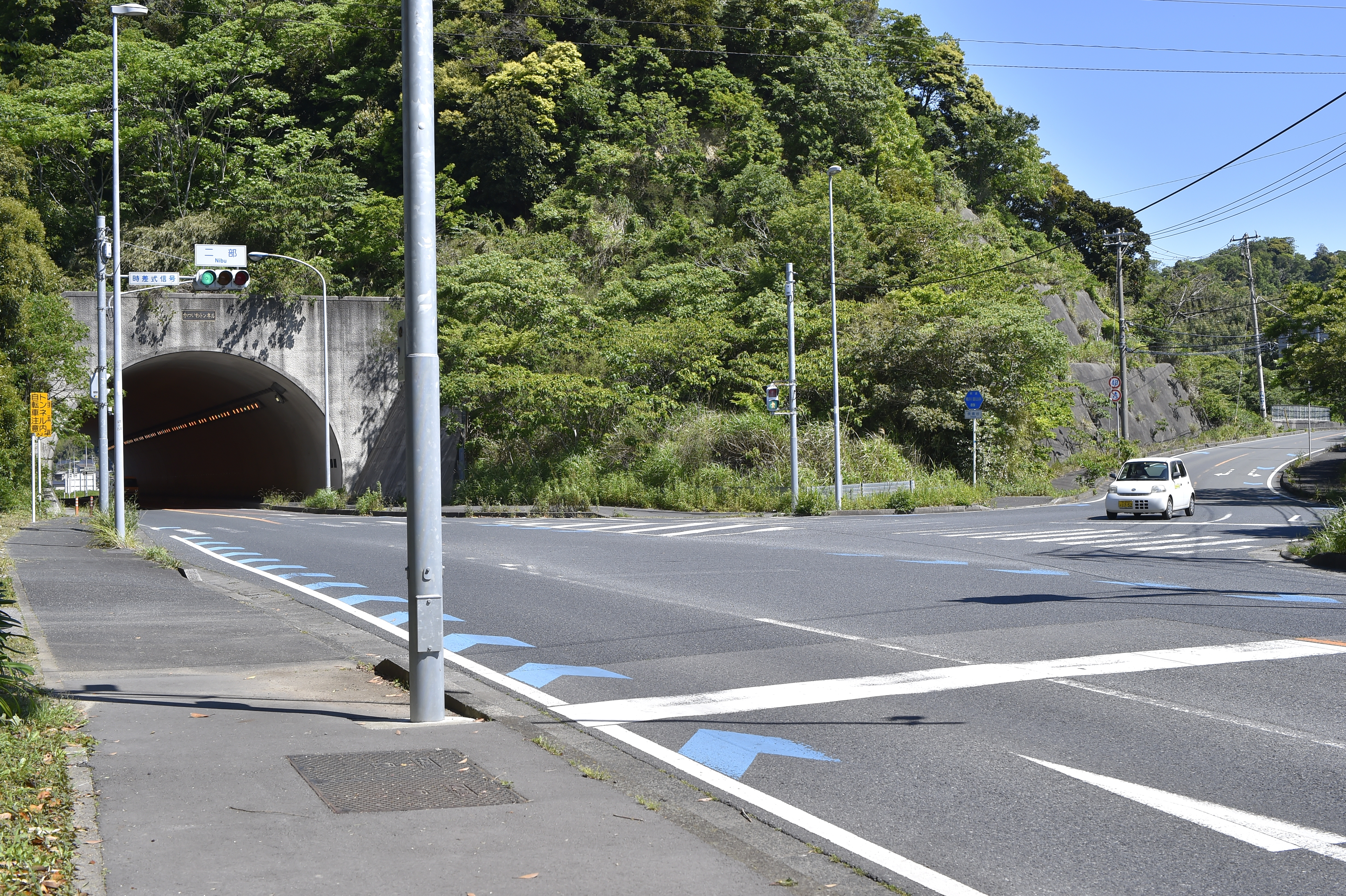
終点の二部交差点（南房総市二部、2023年5月）

### 通過する自治体
- 千葉県
  - 鴨川市 - 南房総市(旧安房郡富山町)

### 経路および交差・接続する道路・河川・鉄道
- 千葉県鴨川市
  - 太海交差点（太海）（千葉県道247号浜波太港線、起点）
  - 立体交差（内房線）
  - 曽呂十字路（国道128号）
    - このあたり、旧道をバイパスする短い新道が随所に開通している。

  - 橋梁（曽呂川） - 数か所
  - 信号無交差点（西）（千葉県道272号西江見停車場線）
- 千葉県南房総市
  - 信号無交差点（大井）（千葉県道186号南三原停車場丸線）
  - 茂沢橋（丸山川）
  - 信号無交差点（大井・細田バス停付近）（国道410号）
  - 信号無交差点（大井・大井橋バス停付近）（国道410号）
  - 橋梁（平久里川） - 数か所（支流の橋梁含む）
    - このあたり、二重経路区間あり（蛇行する平久里川に並行する旧道と橋梁で短絡する新道）

  - 信号無交差点（平久里中）（千葉県道88号富津館山線）
  - 橋梁（平久里川支流）
  - 平久里中交差点（千葉県道88号富津館山線）
  - 橋梁（岩井川） - 数か所
  - 立体交差（富津館山道路）
  - 富楽里前交差点（検儀谷）（千葉県道184号外野勝山線支線）
  - 立体交差（内房線）
  - 二部交差点（国道127号、終点）

### 沿線
- 太平洋
- 太海海水浴場
- 太海駅 - 起点より450mほど南
- 鴨川市立江見中学校
- 平群天神社
- 南房総市立平群小学校
- 伊予ヶ岳
- 富山
- 道の駅富楽里とみやま
- 岩井駅 - 終点より850mほど南